# Бермудес, Патрисия
Патрисия Алехандра Бермудес (исп. Patricia Alejandra Bermúdez; 5 февраля 1987, Сантьяго-дель-Эстеро, Аргентина) — аргентинская спортсменка, борец вольного стиля, чемпионка и призёр Панамериканского чемпионата, призёр Панамериканских игр, победитель Южноамериканские игры и чемпионатов Южной Америки, участница двух Олимпийских игр.

## Карьера
22 октября 2011 года в Гвадалахаре, победив в схватке за 3 место Луису Вальверде из Эквадора, она завоевала бронзовую медаль на Панамериканских играх. 8 августа 2012 года она участвовала на Олимпийских играх в Лондоне, где выступала в весовой категории до 48 кг, и выбыла из после того как уступила в квалификации Ивоне Матковской, заняв итоговое 17 место.
14 марта 2020 года она приняла участие в Панамериканском олимпийском квалификационном турнире, который состоялся в Оттаве, но не смогла завоевать лицензию на Олимпийские игры в Токио. В конце марта 2021 года она завоевала бронзовую медаль в весовой категории до 50  кг на Панамериканском чемпионате, который состоялся в Гватемале. В октябре 2021 года на чемпионате мира в Осло, в весовой категории до 50 кг она выбыла после того, как потерпела поражение в первой схватке от россиянки Недежды Соколовой. В мае 2022 года в мексиканском Акапулько она стала обладателем бронзовой медалей Панамериканского чемпионата. В середине июля 2022 года она выиграла бронзовую медаль на рейтинговом турнире, который проходил в Тунисе. 13 сентября 2022 года в Белграде она участвовала на чемпионате мира, где в квалификации победила Зехру Демирхан из Турции, а в 1/8 финала проиграла Оксане Ливач из Украины, заняв в итоге 7 место. В мае 2023 года в Буэнос-Айресе она завоевала бронзовую медаль на Панамериканском чемпионате.